# Jean-Marie Gigon
Pour les articles homonymes, voir Gigon.
 (juillet 2018).
Si vous disposez d'ouvrages ou d'articles de référence ou si vous connaissez des sites web de qualité traitant du thème abordé ici, merci de compléter l'article en donnant les références utiles à sa vérifiabilité et en les liant à la section « Notes et références ».
Jean-Marie Gigon est un réalisateur, producteur et scénariste français né le 6 février 1962.

## Biographie
Jean-Marie Gigon est entré dans le cinéma à l’âge de 22 ans, avec la réalisation et la production d’un premier court-métrage de fiction, Il est encore temps, avec le comédien Jean-Claude Broche, sorti en salles en 1986. il réalise en 1989 un second court-métrage Le Voisin de Paul avec Jean-François Stevenin et Michael Lonsdale sélectionné dans de nombreux festivals en France et à l'étranger tels que Belfort, Clermont-Ferrand, festival du nouveau cinéma de Montréal, Sfax... En 1994 il réalise un court-métrage Le Refuge avec Édith Scob et André Wilms.
Il crée la société de production SaNoSi en 2005, établie en région Centre-Val de Loire. Depuis 2005, Jean-Marie Gigon en est gérant. Celle-ci est engagée dans la production de longs-métrages pour le cinéma et de documentaires pour la télévision.
Entre 2015 et 2018, Jean-Marie Gigon a produit ou co-produit une trentaine de films documentaires.
À partir de 2016, SaNoSi Productions s'engage dans la production de longs-métrages pour le cinéma : Le Grand Bal, de Laetitia Carton, distribué par Pyramide Distribution, Libre, de Michel Toesca, distribué par Jour2Fête, H6, de Yé Yé, distribué par Nour-Films et un premier long-métrage de fiction Freda, de Gessica Généus, distribué par Nour-Films
Ces quatre films étaient en sélection officielle au festival de Cannes : 71eme Festival de Cannes le 17 mai 2018, Le Grand Bal, sélection officielle - cinéma de la Plage, sorti en salle le 31 octobre 2018. Cumul entrées France et étranger 82 200. Libre, sélection officielle - séance spéciale, a reçu la mention du prix de l'œil d'or est sorti en salle le 26 septembre 2018. Cumul entrées France et étranger 72 770. 74eme Festival de Cannes le 8 juillet 2021.''H6'', sélection officielle - séance spéciale, sorti en salle le 2 février 2022. le 14 juillet 2021.''Freda'', sélection officielle - Un certain regard, sorti en salle le 13 octobre 2021.

## Filmographie Producteur

### Cinéma
- 2012 : Au prochain printemps, de Luc Leclerc Du Sablon, 99 min. SaNoSi Productions, Les Films Français.
- 2018 : Le Grand Bal de Laetitia Carton, 90 min. SaNoSi Productions. Distribué par Pyramide Distribution. Prix Lauréat Brouillon d’un rêve. Sélection Officielle Festival de Cannes 2018 - Séance spéciale - Cinéma de la Plage
- 2018 : Libre de Michel Toesca, 90 min. Avec Cédric Herrou produit par SaNoSi Productions. Distribué par Jour2fête. Sélection Officielle Festival de Cannes2018 - Séance spéciale. Prix : Mention de l'œil d'or
- 2021 : Freda de Gessica Généus, 91 min. Avec Néhémie Bastien,Fabiola Remy,Djanaina Francois,Jean Jean,Rolaphton MERCURE,Cantave Kerven. Image Karine Aulnette son Thomas VAN POTTELBERGE montage Rodolphe Molla Mixage Joël Rangon. Distribué par Nour-films. Sélection officielle festival de Cannes 2021 : Compétition Un certain regard,mention spéciale Découverte - Prix François-Chalais2021Fespaco 2021 : Étalon d'argent et Meilleur son, Festival international du film francophone de Namur 2021 : Prix du public et prix découverte, Paysage de cinéastes 2021 : prix du grand jury et Prix du jury des femmes.
- 2021 : H6 de Yé Yé. Sélection Officielle Festival de Cannes 2021 - Séance spéciale. Distribué par Nour-films

### Audiovisuel
- 2012 : Les proverbes du monde, réalisés par Hervé Lozac’h, collection, 50 fois 1 min 20 s". SaNoSi Productions. Diffusé sur France Ô.
- 2012 : IMULAL, une terre, des racines et des rêves, de Nüne Luepack, 58 min. SaNoSi Productions. Diffusé sur Calédonie 1re et France Ô. Prix du Pitch FIFO 2012, Prix Pacifique 2012 Nouvelle-Calédonie 1re au festival Anûû-rû âboro.
- 2015 : Nos boues taboues, d'Emmanuel Papin, 52 min. SaNoSi Productions. Diffusé sur France 3, Ciclic, région Centre-Val de Loire et France 3 Pôle Nord-Ouest.
- 2015 : Héritiers du Vietnam, d'Arlette Pacquit, 52 min. SaNoSi Productions. Diffusé sur Martinique 1re. Prix du jury aux Rencontres Cinémas Martinique 2016, Prix Cauris Africlap Toulouse 2016; Prix du meilleur documentaire au festival culturel de Fort-de-France (2016).
- 2015 : Nidoish Naïsseline, une parole qui ne meurt pas, de Nunë Luepack. 56 min. SaNoSi Productions. Diffusé sur Nouvelle Calédonie 1re.
- 2016 : Madagascar en courts, collection de 6 documentaires, 26 min, de Julie Anne Melville, Maevasoa Roufouenti Sidi, Yvan Prat, Maminihaina J.A. Rakotinirina, Judicaël Fabrice Andrianavalinarimanga, Môta Soa. SaNoSi Productions. Diffusé sur TV Tours, Réunion 1re. Prix du public Doc OI, Prix du jeune jury du meilleur documentaire FIFIG 2016
- 2016 : Mister Johnson and King Richard, de Tamara Mshvenieradze, 52 min. Diffusé sur Lyon Capitale TV. En coproduction avec Alexander Kvatashidze - Lokokina Studio (Géorgie) - SaNoSi Productions.
- 2016 : Merci docteur !, d'Adilet Karzhoev, 26 min. SaNoSi Productions. Diffusé sur Lyon Capitale TV, Surgut Inform (Russie). Prix Forum of Young Cinema of the CIS countries « Umut », Kirghizistan.
- 2016 : Vivre avec son œil, de Naïs Van Laer, 53 min. SaNoSi Productions. Diffusé sur Bip TV. Prix Festival du film français de Belo Horizonte (2017).
- 2016 : Dimanche, d'Amandine Faynot, 45 min. SaNoSi Productions. Diffusé sur Bip TV.
- 2016 : Nous les intranquilles, de Nicolas Contant, 83 min. SaNoSi Productions. Diffusé sur Lyon Capitale TV. Distribué par Esperanza Productions.
- 2016 : Dédé Saint-Prix, de Jean-Pierre Hautecoeur, 52 min. SaNoSi Productions. Diffusé sur Martinique 1re
- 2017 : La terre et le lait, collection documentaire, de Jeanne Bourgon, 26 min. SaNoSi Productions. Diffusé sur Campagnes TV et Vosges TV. Prix INA Premières Réalisations lors du 16ème Festival international du film de Montagne - Autrans, Prix du public aux 28ème Rencontres Cinéma-Nature de Dompierre-sur-Besbre pour le film Miren.
- 2017 : Une journée au Soleil, d'Arezki Metref, 52 min. SaNoSi Productions. Diffusé sur Bip TV. Prix du meilleur film Documentaire au Festival International du Film Amazigh d’Agadir – FINIFA
- 2017 : Jérémy Florès, danser dans les vagues, d'Antoine Laguerre, 52 min. SaNoSi Productions. Diffusé sur Bip TV.
- 2017 : Douvan jou ka levé (Le jour se lèvera), de Gessica Généus, 52 min. Diffusé sur Martinique 1re. Grand prix de l’AIRF, catégorie moyen métrage - Festival du Film documentaire de Saint-Louis au Sénégal 2017.Prix du jury dans la catégorie documentaire - Festival Rencontres Cinémas Martinique 2018. Co-production : Ayizan Production (Haïti) et Productions Fanal (Haïti) - SaNoSi Productions.
- 2017 : Gade ! (Look !), d'Hermane Desorme, 52 min. Diffusé sur Vosges Télévision. Co-production : Productions Fanal (Haïti) - SaNoSi Productions.
- 2018 : Dann zardin pépé, de Mathieu Tavernier, 52 min. SaNoSi Productions. Diffuseur : Réunion 1ère. Co-développement : Gao Shan Pictures.
- 2018 : Eldorado, de Gregory Lassalle, 90 min. SaNoSi Productions. Coproduction : Luc Plantier - Les Films de l’Heure Bleue (Belgique) - French Kiss Productions. Diffuseur : Bip TV.
- 2018 : Les Hordons, d'Amandine Faynot, 52 min. SaNoSi Productions. Diffuseur : Vosges Télévision.
- 2018 : Köy (Le village), de Tülay Dikenoğlu Süer, 52 min. SaNoSi Productions.
- 2019 : La Visite, collection de 10 documentaires, réalisés par : Pippo Delbono , Laetitia Carton, Nicolas Favreau, Denis Darzacq, Alessandra Celesia, Tom Fassaert, Aleksandr Kuznetsov, Alice Fargier, Marie Moreau, Yanira Yariv. SaNoSi Productions. Diffusé sur Bip TV et TV5MONDE
- 2019 : Mes chers espions, de Vladimir Léon, 90 min. SaNoSi Productions. Avec Pierre León et Vladimir Léon Diffuseur : Bip TV. Prix : Lauréat Brouillon d’un rêve.
- 2020 : Blake, d'Antoine Polin, 52 min. SaNoSi Productions.

## Filmographie  Réalisateur
- 1987 : Il est encore temps, court métrage, avec Jean-Claude Broche.
- 1989 : Le Voisin de Paul, moyen métrage, avec Jean-François Stevenin, Michael Lonsdale, Philippe Dormoy, Marie Rousseau.
- 1990 : L’Adieu, court métrage, avec Thierry Guedj.
- 1995 : Le refuge, moyen métrage, avec André Wilms et Édith Scob.
- 2008 : Deux frères et un film, 26 min. Sur les frères Papets, auteurs du livre "Deux frères, flic et truand", qui a inspiré le film Les Liens du sang.
- 2008 : Le regard des autres, 52 min. Making of du film Les Liens du sang, de Jacques Maillot.
- 2021 : Collection mes amis - Garder le sud, 60 min. Portrait de la sculptrice Cécile Raynal avec Pierre Rolinet ancien résistant, survivant du Struthof. Image et son Karine Aulnette, Montage Franck Nakache

## Filmographie Scénariste
- 1987 : Il est encore temps, court métrage, avec Jean-Claude Broche.
- 1989 : Le Voisin de Paul, moyen métrage, 1989, avec Jean-François Stevenin et Michael Lonsdale. Coécrit avec Eric Bu.
- 1990 : L’Adieu, court métrage, avec Thierry Guedj.
- 1992 : Robinson entre deux eaux, long-métrage.
- 1995 : Le refuge, moyen métrage, 1995, avec André Wilms et Édith Scob. Coécrit avec Eric Bu.